# 1590
Il 1590 (MDXC in numeri romani) è un anno  del XVI secolo.

## Eventi
- Enrico IV assedia Parigi, già occupata dalla Santa Lega Cattolica
- 17 maggio – Anna di Danimarca viene incoronata regina di Scozia.
- 15 settembre – Urbano VII diventa papa, resterà tale per 13 giorni, fino al 27 settembre. Gli succede Gregorio XIV
- Gregorio XIV scomunica Enrico IV, considerato usurpatore del cattolico trono di Francia

### America del Nord
- Richard Hakluyt, legato a Walter Raleigh, pubblica la sua opera (in tre volumi) The Principal Navigations, Voiages, and Discoveries of the English Nation, in cui auspica vivamente la colonizzazione inglese del Nuovo Mondo.
- 17 agosto – John White ritorna sull'isola di Roanoke (Virginia) con i rifornimenti promessi, ma dei coloni lì stanziati non c'è traccia.

## Nati

### Gennaio
- 9 gennaio - Simon Vouet, pittore e disegnatore francese († 1649)
- 13 gennaio - Bruno Bruni, gesuita e missionario italiano († 1640)
- 15 gennaio - Antonio Sancho Dávila de Toledo y Colonna, generale e politico spagnolo († 1666)
- 16 gennaio - Marco Antonio Alaimo, medico italiano († 1662)
- 20 gennaio - Benedetta Carlini, mistica, religiosa e veggente italiana († 1661)
- 26 gennaio - Livia Vernazza, italiana († 1655)
- 30 gennaio - Anne Clifford, nobile e mecenate inglese († 1676)

### Febbraio
- 4 febbraio - Redento Baranzano, presbitero, astronomo e scrittore italiano († 1622)
- 5 febbraio - François Annat, gesuita francese († 1670)

### Marzo
- 18 marzo - Manuel de Faria e Sousa, nobile, scrittore e storico portoghese († 1649)
- 19 marzo - William Bradford, politico britannico († 1657)
- 29 marzo - Agnese Maddalena di Anhalt-Dessau, principessa († 1626)

### Aprile
- 1º aprile - Laura d'Este, nobildonna italiana († 1630)
- 18 aprile - Ahmed I, sultano ottomano († 1617)

### Maggio
- 3 maggio - Franco Burgersdijk, logico olandese († 1635)
- 5 maggio - Giovanni Alberto II di Meclemburgo-Güstrow, duca († 1636)
- 8 maggio - Gregorio Boncompagni, II duca di Sora, nobile italiano († 1628)
- 12 maggio - Cosimo II de' Medici, sovrano italiano († 1621)
- 16 maggio - Eva Cristina di Württemberg, nobile tedesca († 1657)
- 30 maggio - Lucas Jennis, incisore e tipografo tedesco († 1630)
- 31 maggio - Frances Howard, nobile inglese († 1632)

### Giugno
- 24 giugno - Samuel Ampzing, pastore protestante e poeta olandese († 1632)

### Luglio
- 3 luglio - Lucrezia Orsina Vizzana, cantante, organista e compositrice italiana († 1662)
- 11 luglio - Pirro Maria Gonzaga, nobile e ambasciatore italiano († 1628)
- 13 luglio - Papa Clemente X, papa, vescovo cattolico e cardinale italiano († 1676)
- 26 luglio - Johannes Crell, teologo tedesco († 1633)

### Agosto
- 6 agosto - Giovanni Ludovico di Nassau-Hadamar, nobile tedesco († 1653)
- 7 agosto - Carlo d'Asburgo, vescovo cattolico austriaco († 1624)
- 13 agosto - Siro da Correggio, nobile italiano († 1645)
- 14 agosto - Petrus Lucius, tipografo tedesco († 1656)
- 19 agosto - Henry Rich, I conte di Holland, nobile, militare e politico inglese († 1649)
- 27 agosto - Ferruccio Baffa Trasci, vescovo cattolico, teologo e filosofo italiano († 1656)

### Settembre
- 2 settembre - Agostino Mascardi, letterato e storico italiano († 1640)
- 3 settembre - Giulio Cesare Bianchi, religioso e letterato italiano († 1661)
- 4 settembre - Giovan Francesco Maia Materdona, poeta italiano († 1650)
- 11 settembre - Roberto Gentili, traduttore italiano († 1655)
- 12 settembre - María de Zayas, scrittrice spagnola
- 15 settembre - Alessandro d'Aremberg, nobile belga († 1629)
- 17 settembre - Agostinho Barbosa, teologo, giurista e vescovo cattolico portoghese († 1649)

### Ottobre
- 6 ottobre - Giulio Taddeo Guasco, religioso e presbitero italiano († 1660)
- 23 ottobre - Bartolomeo III Arese, nobile e politico italiano († 1674)

### Novembre
- 9 novembre - Johann Matthäus Meyfart, teologo e educatore tedesco († 1642)
- 24 novembre - Lorenzo Nomis di Valfenera e Castelletto, politico italiano († 1670)

### Dicembre
- 3 dicembre - Daniel Seghers, pittore fiammingo († 1661)
- 12 dicembre - Camillo Melzi, cardinale e arcivescovo cattolico italiano († 1659)
- 18 dicembre - Guglielmo Luigi di Nassau-Saarbrücken, nobile tedesco († 1640)
- 20 dicembre - Claudio Mangerio, gesuita italiano († 1622)
- 20 dicembre - François d'Arbaud de Porchères, poeta francese († 1640)

### Senza giorno specificato
- Francesco Baratta, scultore italiano († 1666)
- Jacopo Barbello, pittore italiano († 1656)
- Didier Barra, pittore francese († 1652)
- Bartholomeus van Bassen, architetto, pittore e disegnatore olandese († 1652)
- Jean Baudoin, traduttore e scrittore francese († 1650)
- Ercole Bazzicaluva, pittore e incisore italiano († 1641)
- Joshua ben Israel Benveniste, rabbino e medico turco († 1668)
- Bartolomeo Bianco, architetto italiano († 1657)
- Luciano Borzone, pittore italiano († 1645)
- William Browne, poeta britannico († 1645)
- Camillo Rizzi, pittore italiano († 1626)
- Lazzaro Carafino, vescovo cattolico italiano († 1665)
- Andrea Carrera, pittore italiano († 1677)
- Gian Giacomo Cavalli, poeta italiano († 1657)
- William Cavendish, II conte di Devonshire, politico inglese († 1628)
- Giovan Giorgio Cesarini, nobile italiano († 1635)
- Cirillo III di Costantinopoli, arcivescovo ortodosso greco
- Zacharie Cloutier, operaio francese († 1677)
- Francesco Contin, architetto svizzero († 1654)
- Cornelis Helmbreker, organista e compositore olandese († 1654)
- Giacomo De Franchi Toso, doge († 1657)
- Giovanni Battista da Dovara, arcivescovo cattolico italiano († 1659)
- Theophilus Eaton, funzionario britannico († 1658)
- Jacob van Eyck, musicista olandese († 1657)
- François Florent, giurista francese († 1650)
- Marie de Maupeou, scrittrice e filantropa francese († 1681)
- Francesco I Gallio, III duca di Alvito, nobile, diplomatico e militare italiano († 1660)
- Francesco Garsia, poeta, drammaturgo e giudice italiano († 1670)
- Caterina Ginnasi, pittrice italiana († 1660)
- Vincenzo Giustiniani, vescovo cattolico italiano († 1645)
- Francesco Codino, pittore tedesco
- Alessandro Grandi, compositore italiano († 1630)
- Urbain Grandier, presbitero francese († 1634)
- Johann Friedrich Greuter, pittore e incisore tedesco († 1662)
- Richard Holdsworth, religioso e teologo inglese († 1649)
- John Hoskins il Vecchio, pittore e miniatore inglese († 1664)
- Ii Naokatsu, militare giapponese († 1662)
- Ii Naotaka, militare giapponese († 1659)
- Michel Lasne, incisore e disegnatore francese († 1667)
- Lattanzio Magiotti, medico italiano
- Richard Mico, compositore inglese († 1661)
- Boris Ivanovič Morozov, politico russo († 1661)
- Mícheál Ó Cléirigh, storico irlandese († 1643)
- Giovanni Domenico Peri, economista italiano († 1666)
- François Perrier, pittore e incisore francese († 1650)
- Martin de Redin, militare spagnolo († 1660)
- Johann Schop, compositore e violinista tedesco († 1667)
- Henry Somerset, I marchese di Worcester, nobile inglese († 1646)
- Francisco Salgado de Somoza, teologo e giurista spagnolo († 1664)
- Songtham, sovrano siamese († 1628)
- Mikołaj Szyszkowski, politico († 1643)
- António Teles da Silva, politico e militare portoghese († 1650)
- Nicolas Tournier, pittore francese
- Diodorus Tuldenus, giurista olandese († 1645)
- Grigore Ureche, letterato rumeno († 1647)
- Théophile de Viau, poeta e drammaturgo francese († 1626)
- Filippo Vitali, compositore e cantore italiano († 1654)
- Andrea Vittorelli, presbitero, scrittore e storico italiano († 1653)
- Richard White, matematico e fisico britannico († 1682)
- Yamada Nagamasa, militare e politico giapponese († 1630)
- Isaac de Caus, architetto francese († 1648)
- Andries van Eertvelt, pittore fiammingo († 1652)

## Morti

### Gennaio
- 5 gennaio - Adam von Dietrichstein, nobile e diplomatico austriaco (n. 1527)
- 7 gennaio - Jakob Andreae, teologo tedesco (n. 1528)
- 10 gennaio - Giovanni Francesco Testa, architetto e intagliatore italiano (n. 1506)
- 20 gennaio - Giovanni Battista Benedetti, matematico italiano (n. 1530)

### Febbraio
- 2 febbraio - Caterina de' Ricci, religiosa italiana (n. 1522)
- 3 febbraio - Germain Pilon, scultore e medaglista francese (n. 1537)
- 4 febbraio - Gioseffo Zarlino, compositore e teorico musicale italiano (n. 1517)
- 5 febbraio - Bernardino de Sahagún, missionario, grammatico e antropologo spagnolo (n. 1499)
- 12 febbraio - François Hotman, giurista francese (n. 1524)
- 19 febbraio - Filippo IV di Hanau-Lichtenberg, tedesco (n. 1514)
- 21 febbraio - Ambrose Dudley, III conte di Warwick, generale inglese (n. 1530)

### Marzo
- 4 marzo - Edvige di Württemberg, principessa tedesca (n. 1547)
- 4 marzo - Nicole de Savigny, nobile francese (n. 1535)

### Aprile
- 2 aprile - Elisabetta di Sassonia, principessa sassone (n. 1552)
- 6 aprile - Francis Walsingham, politico e diplomatico inglese (n. 1534)
- 17 aprile - Giovanni Battista Bracelli, vescovo cattolico italiano

### Maggio
- 9 maggio - Carlo di Borbone-Vendôme, cardinale e arcivescovo cattolico francese (n. 1523)
- 30 maggio - Camilla Martelli, italiana (n. 1547)

### Giugno
- 8 giugno - Thomas Randolph, diplomatico e politico britannico (n. 1523)
- 27 giugno - Leonhard IV von Harrach-Rohrau, politico austriaco (n. 1514)
- 28 giugno - Hori Hidemasa, militare giapponese (n. 1553)

### Luglio
- 10 luglio - Carlo II d'Austria, nobile (n. 1540)
- 16 luglio - Bartolomeo Fernandes, arcivescovo cattolico portoghese (n. 1514)
- 21 luglio - Sofia di Württemberg, nobildonna tedesca (n. 1563)
- 22 luglio - Leone Leoni, scultore, collezionista d'arte e medaglista italiano
- 23 luglio - Giulio Rubone, pittore italiano (n. 1530)

### Agosto
- 2 agosto - Agostino Beccari, drammaturgo e poeta italiano
- 3 agosto - Giovanni Trevisan, abate e patriarca cattolico italiano (n. 1503)
- 10 agosto - Hōjō Ujimasa, militare giapponese (n. 1538)
- 10 agosto - Hōjō Ujiteru, militare giapponese (n. 1539)
- 17 agosto - Giacomo III di Baden-Hachberg, nobile tedesco (n. 1562)
- 27 agosto - Papa Sisto V, papa, vescovo cattolico e cardinale italiano (n. 1521)
- 31 agosto - Scipione Delfinone, artista italiano

### Settembre
- 4 settembre - James Croft, politico britannico (n. 1518)
- 10 settembre - Maddalena d'Asburgo, nobildonna (n. 1532)
- 13 settembre - Pedro Téllez-Girón, I duca di Osuna, politico e militare spagnolo (n. 1537)
- 20 settembre - Lodovico Agostini, cantore e compositore italiano (n. 1534)
- 23 settembre - Nicolás Bobadilla, gesuita spagnolo (n. 1511)
- 27 settembre - Papa Urbano VII, papa, vescovo cattolico e cardinale italiano (n. 1521)
- 30 settembre - Gaspare Gasparini, pittore italiano

### Ottobre
- 4 ottobre - Federico Corner, cardinale e vescovo cattolico italiano (n. 1531)
- 7 ottobre - Fulvia da Correggio, nobildonna italiana (n. 1543)
- 12 ottobre - Kanō Eitoku, pittore giapponese (n. 1543)
- 16 ottobre - Anna d'Asburgo, nobile austriaca (n. 1528)
- 17 ottobre - Maria d'Avalos, nobildonna italiana (n. 1562)
- 18 ottobre - Filippo di Holstein-Gottorp, duca tedesco (n. 1570)
- 29 ottobre - Dirck Volckertszoon Coornhert, scrittore e teologo olandese (n. 1522)

### Novembre
- 18 novembre - George Talbot, VI conte di Shrewsbury, politico inglese (n. 1528)
- 19 novembre - Girolamo Zanchi, teologo italiano (n. 1516)
- 23 novembre - André Thevet, scrittore e esploratore francese (n. 1516)
- 29 novembre - Nicodemus Frischlin, umanista, filologo e drammaturgo tedesco (n. 1547)

### Dicembre
- 10 dicembre - Cristina di Danimarca, principessa (n. 1522)
- 18 dicembre - Zenobia del Carretto Doria, principessa (n. 1541)
- 20 dicembre - Ambroise Paré, medico e chirurgo francese (n. 1510)
- 23 dicembre - Wang Shizhen, scrittore, critico d'arte e politico cinese (n. 1526)

### Senza giorno specificato
- Blasius Ammon, compositore e francescano austriaco (n. 1558)
- Samuel Jaffe Ashkenazi, rabbino turco
- Giovanni Maria Bonardo, scrittore, agronomo e cosmologo italiano (n. 1523)
- Claudio Borghese, vescovo cattolico italiano (n. 1532)
- Per Brahe il Vecchio, politico svedese (n. 1520)
- Michele Burlamacchi, mercante italiano (n. 1531)
- Vincenzo Cartari, mitografo e scrittore italiano
- Jacques Cujas, giurista francese (n. 1522)
- Giason Denores, letterato italiano
- Castore Durante, medico, botanico e poeta italiano (n. 1529)
- Elizabeth FitzGerald, contessa di Lincoln, nobildonna irlandese (n. 1527)
- Robert Garnier, poeta e drammaturgo francese (n. 1544)
- Diego Girón, letterato spagnolo (n. 1530)
- Francesco Giuntini, teologo e astrologo italiano (n. 1523)
- Giovanni Bernardino Grandopoli, vescovo cattolico italiano
- Robert Granjon, tipografo italiano (n. 1513)
- Jacob Grimmer, pittore fiammingo
- Guanoalca, nativo americano
- Hatakeyama Yoshitsugu, militare giapponese (n. 1518)
- Frans Hogenberg, pittore tedesco (n. 1535)
- Hubbi Hatun, poetessa ottomana
- Bernardino India, pittore italiano (n. 1528)
- Giovan Paolo Lancellotti, giurista italiano (n. 1522)
- Anne Locke, poeta e traduttore inglese
- Girolamo Lombardo, scultore italiano (n. 1506)
- Rocco Lurago, architetto e scultore italiano (n. 1501)
- Maha Thammaracha, sovrano siamese (n. 1515)
- Pietro Massolo, religioso e letterato italiano (n. 1520)
- Giulio Mazzoni, scultore e pittore italiano
- Mogami Yoshimori, militare giapponese (n. 1521)
- Bernardino Nigro, pittore italiano (n. 1538)
- Flaminio de' Nobili, grecista italiano
- Abdul Jamal Shah di Pahang, sovrano malese
- Abdul Kadir Alauddin Shah di Pahang, sovrano malese
- Alfonso Parigi il Vecchio, architetto e scenografo italiano
- Luís Pereira Brandão, poeta portoghese (n. 1540)
- Petru II Cercel, principe
- Angelo Pietra, economista italiano
- Domenico Poggini, scultore e medaglista italiano (n. 1520)
- Juan Bautista Pomar, storico e scrittore messicano
- George Puttenham, scrittore inglese (n. 1529)
- Marietta Robusti, pittrice italiana
- Annibale Romei, scacchista e letterato italiano
- Martín Ruiz de Gamboa, generale e esploratore spagnolo (n. 1533)
- Pedro Sarmiento de Gamboa, navigatore, esploratore e astronomo spagnolo (n. 1530)
- Egidio Sernicoli, abate italiano (n. 1525)
- Alessandro Servici, giurista italiano (n. 1517)
- Silvestro di Alessandria, arcivescovo ortodosso greco
- Albert von Soest, incisore tedesco
- Giovanni Francesco Surchi, pittore italiano
- Jacobus Theodorus Tabernaemontanus, medico e botanico tedesco (n. 1522)
- Fernando de Toledo Oropesa, cardinale spagnolo (n. 1520)
- Giustina Trivulzio
- Vincenzo Verace, monaco cristiano italiano
- Yamanoue Sōji, monaco buddista giapponese (n. 1544)
- Álvaro Manrique de Zúñiga, nobile spagnolo
- Bertrand d'Argentré, giurista francese (n. 1519)
- Pedro de Pravia, religioso spagnolo (n. 1525)
- Guillaume de Salluste Du Bartas, poeta francese (n. 1544)

## Calendario
| Calendario 1590 | Calendario 1590 | Calendario 1590 | Calendario 1590 | Calendario 1590 | Calendario 1590 | Calendario 1590 | Calendario 1590 | Calendario 1590 | Calendario 1590 | Calendario 1590 | Calendario 1590 | Calendario 1590 | Calendario 1590 | Calendario 1590 | Calendario 1590 | Calendario 1590 | Calendario 1590 | Calendario 1590 | Calendario 1590 | Calendario 1590 | Calendario 1590 | Calendario 1590 | Calendario 1590 | Calendario 1590 | Calendario 1590 | Calendario 1590 | Calendario 1590 | Calendario 1590 | Calendario 1590 | Calendario 1590 | Calendario 1590 | Calendario 1590 |
| --------------- | --------------- | --------------- | --------------- | --------------- | --------------- | --------------- | --------------- | --------------- | --------------- | --------------- | --------------- | --------------- | --------------- | --------------- | --------------- | --------------- | --------------- | --------------- | --------------- | --------------- | --------------- | --------------- | --------------- | --------------- | --------------- | --------------- | --------------- | --------------- | --------------- | --------------- | --------------- | --------------- |
|                 | 1               | 2               | 3               | 4               | 5               | 6               | 7               | 8               | 9               | 10              | 11              | 12              | 13              | 14              | 15              | 16              | 17              | 18              | 19              | 20              | 21              | 22              | 23              | 24              | 25              | 26              | 27              | 28              | 29              | 30              | 31              |                 |
| Gennaio         | Lu              | Ma              | Me              | Gi              | Ve              | Sa              | Do              | Lu              | Ma              | Me              | Gi              | Ve              | Sa              | Do              | Lu              | Ma              | Me              | Gi              | Ve              | Sa              | Do              | Lu              | Ma              | Me              | Gi              | Ve              | Sa              | Do              | Lu              | Ma              | Me              |                 |
| Febbraio        | Gi              | Ve              | Sa              | Do              | Lu              | Ma              | Me              | Gi              | Ve              | Sa              | Do              | Lu              | Ma              | Me              | Gi              | Ve              | Sa              | Do              | Lu              | Ma              | Me              | Gi              | Ve              | Sa              | Do              | Lu              | Ma              | Me              |                 |                 |                 |                 |
| Marzo           | Gi              | Ve              | Sa              | Do              | Lu              | Ma              | Me              | Gi              | Ve              | Sa              | Do              | Lu              | Ma              | Me              | Gi              | Ve              | Sa              | Do              | Lu              | Ma              | Me              | Gi              | Ve              | Sa              | Do              | Lu              | Ma              | Me              | Gi              | Ve              | Sa              |                 |
| Aprile          | Do              | Lu              | Ma              | Me              | Gi              | Ve              | Sa              | Do              | Lu              | Ma              | Me              | Gi              | Ve              | Sa              | Do              | Lu              | Ma              | Me              | Gi              | Ve              | Sa              | Do              | Lu              | Ma              | Me              | Gi              | Ve              | Sa              | Do              | Lu              |                 |                 |
| Maggio          | Ma              | Me              | Gi              | Ve              | Sa              | Do              | Lu              | Ma              | Me              | Gi              | Ve              | Sa              | Do              | Lu              | Ma              | Me              | Gi              | Ve              | Sa              | Do              | Lu              | Ma              | Me              | Gi              | Ve              | Sa              | Do              | Lu              | Ma              | Me              | Gi              |                 |
| Giugno          | Ve              | Sa              | Do              | Lu              | Ma              | Me              | Gi              | Ve              | Sa              | Do              | Lu              | Ma              | Me              | Gi              | Ve              | Sa              | Do              | Lu              | Ma              | Me              | Gi              | Ve              | Sa              | Do              | Lu              | Ma              | Me              | Gi              | Ve              | Sa              |                 |                 |
| Luglio          | Do              | Lu              | Ma              | Me              | Gi              | Ve              | Sa              | Do              | Lu              | Ma              | Me              | Gi              | Ve              | Sa              | Do              | Lu              | Ma              | Me              | Gi              | Ve              | Sa              | Do              | Lu              | Ma              | Me              | Gi              | Ve              | Sa              | Do              | Lu              | Ma              |                 |
| Agosto          | Me              | Gi              | Ve              | Sa              | Do              | Lu              | Ma              | Me              | Gi              | Ve              | Sa              | Do              | Lu              | Ma              | Me              | Gi              | Ve              | Sa              | Do              | Lu              | Ma              | Me              | Gi              | Ve              | Sa              | Do              | Lu              | Ma              | Me              | Gi              | Ve              |                 |
| Settembre       | Sa              | Do              | Lu              | Ma              | Me              | Gi              | Ve              | Sa              | Do              | Lu              | Ma              | Me              | Gi              | Ve              | Sa              | Do              | Lu              | Ma              | Me              | Gi              | Ve              | Sa              | Do              | Lu              | Ma              | Me              | Gi              | Ve              | Sa              | Do              |                 |                 |
| Ottobre         | Lu              | Ma              | Me              | Gi              | Ve              | Sa              | Do              | Lu              | Ma              | Me              | Gi              | Ve              | Sa              | Do              | Lu              | Ma              | Me              | Gi              | Ve              | Sa              | Do              | Lu              | Ma              | Me              | Gi              | Ve              | Sa              | Do              | Lu              | Ma              | Me              |                 |
| Novembre        | Gi              | Ve              | Sa              | Do              | Lu              | Ma              | Me              | Gi              | Ve              | Sa              | Do              | Lu              | Ma              | Me              | Gi              | Ve              | Sa              | Do              | Lu              | Ma              | Me              | Gi              | Ve              | Sa              | Do              | Lu              | Ma              | Me              | Gi              | Ve              |                 |                 |
| Dicembre        | Sa              | Do              | Lu              | Ma              | Me              | Gi              | Ve              | Sa              | Do              | Lu              | Ma              | Me              | Gi              | Ve              | Sa              | Do              | Lu              | Ma              | Me              | Gi              | Ve              | Sa              | Do              | Lu              | Ma              | Me              | Gi              | Ve              | Sa              | Do              | Lu              |                 |